# Розкрадання римлянами грецьких творів мистецтва
Загарбання грецької культурної спадщини римлянами — це процес присвоєння римлянами грецьких творів мистецтва в період з III століття до Р. Х. по I століття від Р. Х. внаслідок загарбницьких воєн, що породжували грабунок, перевищення службових повноважень та масового скуповування їх римськими громадянами.
Початком є завоювання та розграбування Сіракуз у 212 році до Р. Х., натомість кінцеву дату визначити неможливо, оскільки це завершилося фактичним злиттям культур у єдине ціле приблизно в І-ІІ століттях від Р. Х.

## Військове загарбання
Унаслідок завоювання Сіракуз у 212 році до Р. Х. за розпорядженням консула Клавдія Марцилія до міста Урбе було вивезено численні визначні пам'ятки. Цю подію у своєму творі «Життя Марцилія» Плутарх описував так: 
«…більшу частину найпрекрасніших творів мистецтва, які мали Сіракузи, щоб похизуватися своїм тріумфом та прикрасити Урбе. Раніше в Римі не було таких розкішних та витончених творів мистецтва, він не насолоджувався їхньою грацією та витонченістю а був сповнений варварської зброї та закривавленої військової здобичі, увінчаний тріумфальними монументами та трофеями, і це було безрадісне й невтішне видовище для сором'язливих та слабких глядачів..». 
Тому прославився він лише серед народу прикрасивши місто пам'ятками, які втішали грецькою граційністю та видовищем.
Бронзові та мармурові скульптури разом з різьбленими вазами привозять після перемоги Тита Квінція Фламінія над Філіпом Македонським у 194 році до Р. Х. в якому він пройшов маршем до міста Орік в Епірі, а згодом переправився морем у Брундізій. Решта скарбів доправлена після перемоги Луція Сципіона Азіатського над Антонієм ІІІ Сирійським у 188 році до Р. Х. До Риму завезли 134 статуї божеств, що мали замінити дерев'яні та глиняні скульптури у святилищах.
У 190 році до Р. Х. римляни придбали дорогі столи та наїдки, багато оздоблені триклінії, все це було присвячено тріумфальному поверненню Гнея Маніла з Азіатської кампанії.
Після перемоги Марка Фульвія Нобіліора над етолійцями в 187 році до Р. Х. у місті Амбракія, до Риму було привезено численні грецькі культурні цінності як воєнні трофеї. Серед захопленого було 285 бронзових статуй та 230 мармурових скульптур.

Після перемоги над македонським царем Персеєм у 168 році до Р.

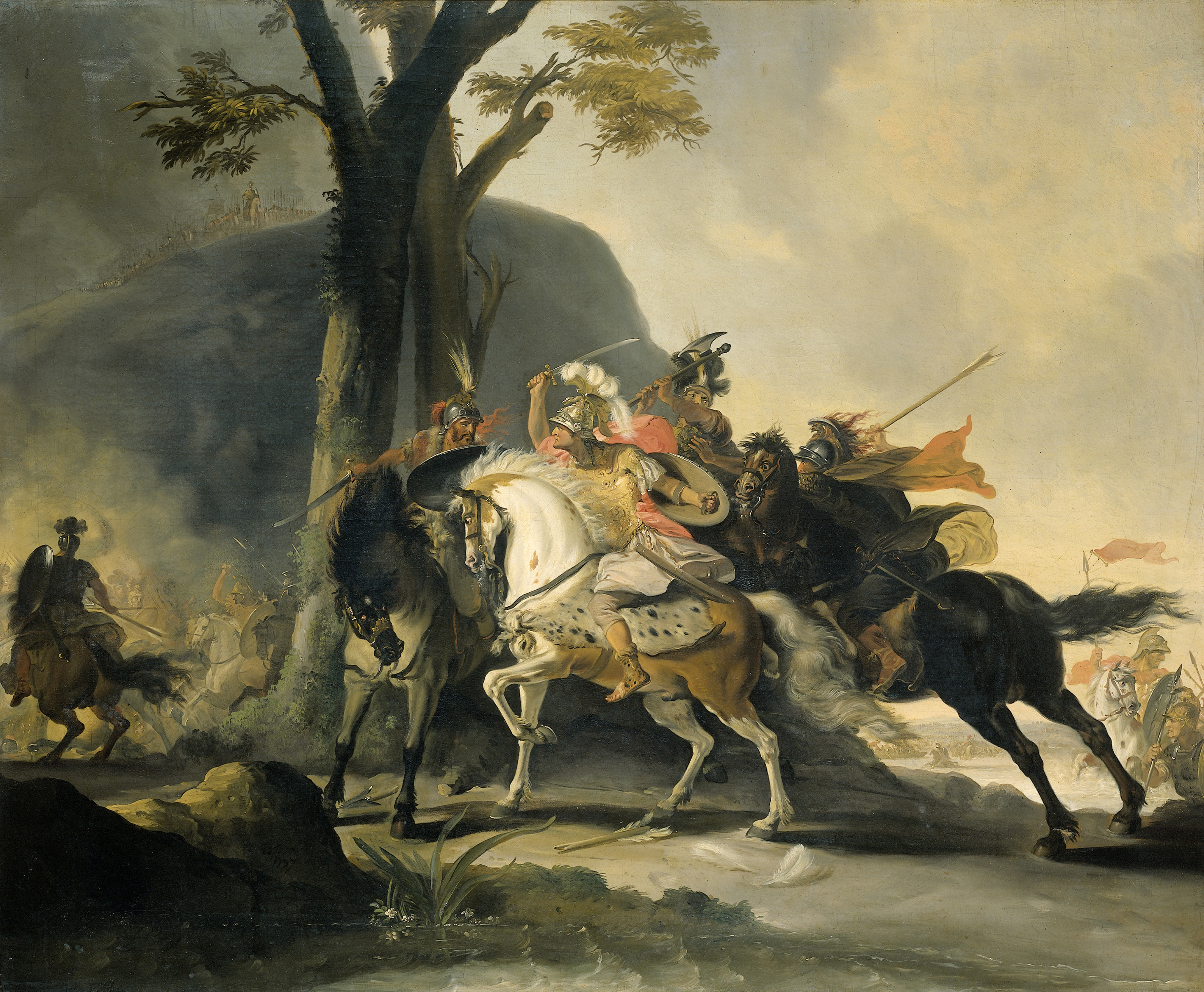
Олександр зі своїми воїнами у битві при Граніку

 Х., римський полководець Луцій Емілій Пауллус влаштував тріумфальний парад у Римі, який тривав три дні. Під час першого дня параду ледве вистачило часу, щоб вивантажити численні трофеї — статуї, картини та колони, захоплені в переможених македонців. Їх перевозили на 250 возах. Однак це були не всі здобуті артефакти. У 146 році до Р. Х., під час чергової Македонської війни, Квінт Цецилій Метелл захопив інші оригінальні твори мистецтва. Серед них була відома скульптурна група під назвою «Олександр зі 

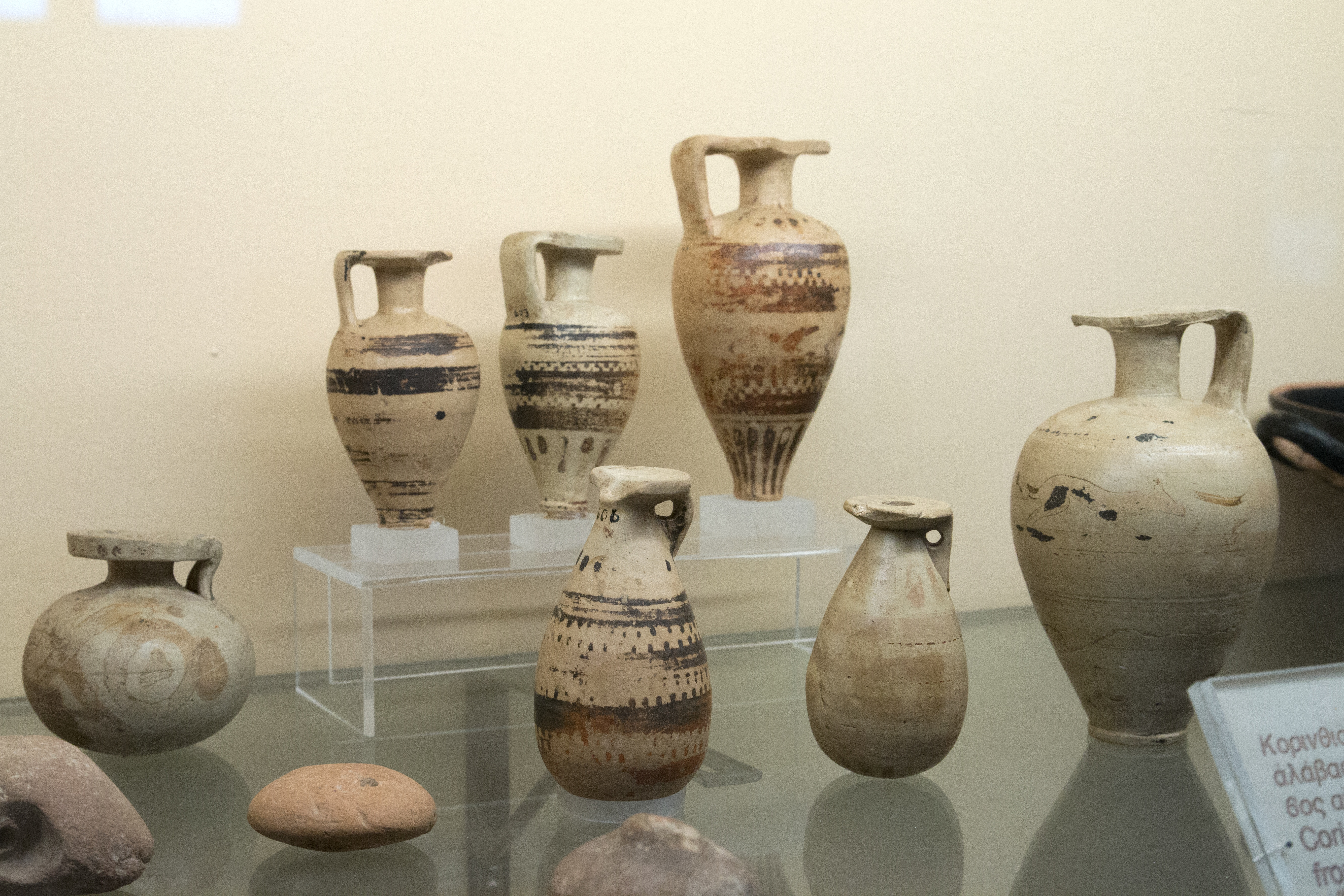
Коринфські вази

своїми воїнами у битві при Граніку», створена знаменитим давньогрецьким скульптором Лісіппом.
Скульптури й решта творів мистецтва прибувають також з переможеного Карфагена в 146 році до Р. Х., але набагато ціннішою була здобич, награбована в Коринфі Луцієм Муммієм: окрім численних скульптур та картин, у Рим прибувають відомі коринфські вази особливого бронзового сплаву, який римляни невдовзі неймовірно цінуватимуть. 

## Політичне загарбання
У зв'язку з призначенням на захоплених грецьких землях на владні посади римлян почалося розграбування шляхом вивезення витворів мистецтва несумлінними магістратами, які перевищували свої владні повноваження.
Найбільш відомим представником був Гай Веррес, який обкрадав Азію викрадаючи твори з Самосу, Аспендоса, Пергама, згодом із Сицилії, коли був там намісником преторської провінції 73—70 рр. до Р. Х., викрав цілком усю колекцію заможного вельможі з Термів, а ще одну — у Мессіні, загарбавши твори Праксителя, Мирона, Поліклета. Те ж саме вчинив він і з рештою переможених у Лілібеї, Чентуріпе, Катанії. Навіть твори в громадських місцях були в небезпеці. З Сагести він забрав бронзову скульптуру Діани, з Тиндарі — Меркурія, з Агрідженто — скульптуру Аполлона, з Енгіона ex voto зі святилища Великої Матері з пританея, державної ради у Сіракузах — Сапфо Силаніонську. Усі ці твори знаходилися на території маєтку Вересса в Римі, вони оздоблювали його сад та будинок (також кілька було знайдено в його адвоката-захисника Гортензія).
Проте невдовзі Гай втрачає все через заздрість члена триумвірату Антонія, який відправив його у вигнання, щоб забрати колекцію собі.

Описуючи у творі «Pro sexton Roscio Amerino» оселю одного з таких політиків Цицерон писав:
«Уявляєте, скільки він забрав із собою різьблених срібних виробів, оббивки, картин, скульптур, мармуру? Там усе, що могли назбирати в одному помешканні чимало заможних сімей у часи безладдя та грабунку».

## Купівля римлянами грецьких творів мистецтва
Заможні римляни вищих верств були готові витрачати колосальні суми на задоволення свого захоплення античним мистецтвом. Наприклад, Гортензій заплатив 14 тисяч сестерцій за картину малознаного грецького художника Цидаса. Цезар викладав 80 талантів за полотно Тітомака із зображенням Медеї та Айєтеса і 500 талантів за скульптуру Аполлона роботи Каламіда. Лукулл же віддав 1000 сестерцій за незавершену через смерть автора скульптуру Аркесілая.

Як зауважив Цицерон: 
«У цій сфері ціну диктує бажання. Важко обмежити ціну, коли неможливо обмежити пристрасть».
Величезний попит на твори античного мистецтва породжував і їх численні підробки, якими жваво торгували безсоромні торговці-шахраї, подібні до Димасіпа, якого висміяв Горацій у своїй сатирі («Сатир», ІІ, 3, 6).

## Ставлення римського суспільства
Думки римлян значно розходилися між собою. Одні вважали грецьке мистецтво лихим насінням, що знищить цінності римської культури, а інші навпаки ставилися до цього з розумінням і вбачали в цьому позитивне явище. Пристрасть римлян до грецького мистецтва іноді переходить у закоханість, але це не виключає збереження старовинних моральних упереджень, які вважають, що члени правлячого класу мають залишатися вірними іншим інтересам.

Одним з представників консервативних поглядів був Горацій, пишучи у своєму вірші «Епістола» таке:
«Graecia capta ferum victorem cepit»,– українською звучить як: «переможена Греція, у свою чергу, долає жорстокого переможця».
Цим автор хоче сказати, що хоч Греція і впала під натиском римської армії, та її культура продовжує долати Рим.

Такої ж думки був і цензор Марк Порцій Катон (234—149 рр. до Р. Х.), що висловлював свою думку в промовах до римського народу, які історик Тит Лівій добре проілюстрував, цитуючи його думку:
«Що більше статки республіки зростають щодень, що більш широкими стають обшири нашого панування, то більше я жахаюся, боячись, що ті багатства скоріше завоюють нас, ніж ми завоюємо їх. Повірте мені, скульптури, привезені з Сіракуз, небезпечні. Я вже жалкую, що занадто вихваляв та милувався творами мистецтва з Коринфу та Афін, висміюючи глиняних римських богів. Я б радше хотів, щоб ці божества були до нас милостивими, й сподіваюсь, що вони такими будуть, якщо залишаться на своїх місцях».
Були й ті, хто вважали, що мистецтво взагалі має відійти на другий план. Одним з таких був найвидатніший поет античної літератури Публій Вергілій. У своєму творі «Енеїда» він писав:
«Решта може творити витончені, наче живі, бронзові скульптури й ліпити з мармуру обличчя, але ти, о римлянине, пам'ятай, що маєш правити народами. У цьому твоє мистецтво: приносити мир, пробачати тим, хто підкорюється, й долати зверхніх».
Зважаючи на це, серед римської інтелігенції починають виникати сумніви щодо моральності власних вчинків, стосовно того, чим супроводжуються заволодіння й просте знайомство з творами мистецтва.
Наперевагу негативним думкам були і позитивні, як от рід Сципіонів зі своїми прихильниками, який протистояв менш чисельній групі прихильників Катона. І саме вони здолали консерваторів та прибічників традиційності створивши у Римі цілі колекції мистецтва — як суспільні, так і приватні.

Неоднозначною постаттю в цій площині був Цицерон. Подорожуючи Грецією та Азією, він добре вивчив їхні пам'ятники та мистецтво, також цьому сприяло його проживання в Афінах та на Родосі. Утім, викриваючи на суді грабунки Верреса, він розумів, що говорить до людей, які вважають мистецтво недостойною та нижчою справою, якою не годиться займатися вільній людині, й яка суперечить звичній римській тверезості думки й здорового глузду. Тому, будучи вправним адвокатом, він не показував те, що розуміється на мистецтві та любить його. Цицерон обмежувався виголошенням матеріальної цінності вкрадених товарів та вказуванням на зловживання владою, до якого вдався магістрат. Прикладом цього є опис ним на суді бронзової статуї, викраденої в Імері. Описуючи її він казав, що вона була така гарна, що навіть «я, такий невіглас у таких речах», зміг побачити її цінність. Також пояснюючи, чому сицилійці так цінують твори, вкрадені Верресом, каже:
«Греки мають пристрасть до багатьох речей, якими ми нехтуємо».
Неоднозначність Цицерона криється в тому, що в приватному житті, в листуванні з Аттіком, що мешкав у Афінах, він просив друга, щоб той придбав йому твори мистецтва для прикраси вілли в Тусколо. Він заплатив тисячі цистерцій за мармурові та бронзові скульптури, але хотів ще, незважаючи на ціну:
«Повір, друже, у мій сховок».